# يوسف عبدالرحمن
يوسف عبد الرحمن عبيد الزعابي مواليد 10 أغسطس 2000، لاعب كرة قدم إماراتي يجيد اللعب في الوسط لعب سابقاً مع نادي كلباء في دوري الخليج العربي الإماراتي .

## روابط خارجية
- يوسف عبدالرحمن على موقع Soccerway.com (الإنجليزية)